# Musgravea
Musgravea är ett släkte av tvåhjärtbladiga växter. Musgravea ingår i familjen Proteaceae.
Kladogram enligt Catalogue of Life:
| Musgravea | \| \| Musgravea heterophylla \| \| \| \| \| \| Musgravea stenostachya \| \| \| \| |
|           | \| \| Musgravea heterophylla \| \| \| \| \| \| Musgravea stenostachya \| \| \| \| |
|           | Musgravea heterophylla                                                            |
|           |                                                                                   |
|           | Musgravea stenostachya                                                            |
|           |                                                                                   |